# Балсам Лејк (Висконсин)
Балсам Лејк (енгл. Balsam Lake) град је у америчкој савезној држави Висконсин.

## Демографија
По попису из 2010. године број становника је 1.009, што је 59 (6,2%) становника више него 2000. године.
| Група             | 2000.       | 2010.       |
| Белци             | 909 (95,7%) | 946 (93,8%) |
| Афроамериканци    | 0 (0,0%)    | 9 (0,9%)    |
| Азијати           | 2 (0,2%)    | 3 (0,3%)    |
| Хиспаноамериканци | 4 (0,4%)    | 7 (0,7%)    |
| Укупно            | 950         | 1.009       |